# Parc national D'Entrecasteaux
Le parc national D'Entrecasteaux, localement (en) D'Entrecasteaux National Park, est un parc national d'Australie-Occidentale, situé à 315 kilomètres au sud de la capitale d'état Perth. Le parc doit son nom à l'amiral français Antoine Bruny d'Entrecasteaux, qui fut le premier Européen à observer la région et à nommer Point D'Entrecasteaux en 1792.

## Historique

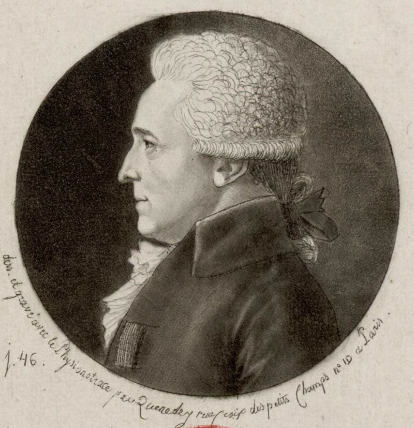
Antoine Bruny, Chevalier d'Entrecasteaux (Var) et gouverneur des Mascareignes, a donné ici son nom, sur le trajet de retour de son expédition;
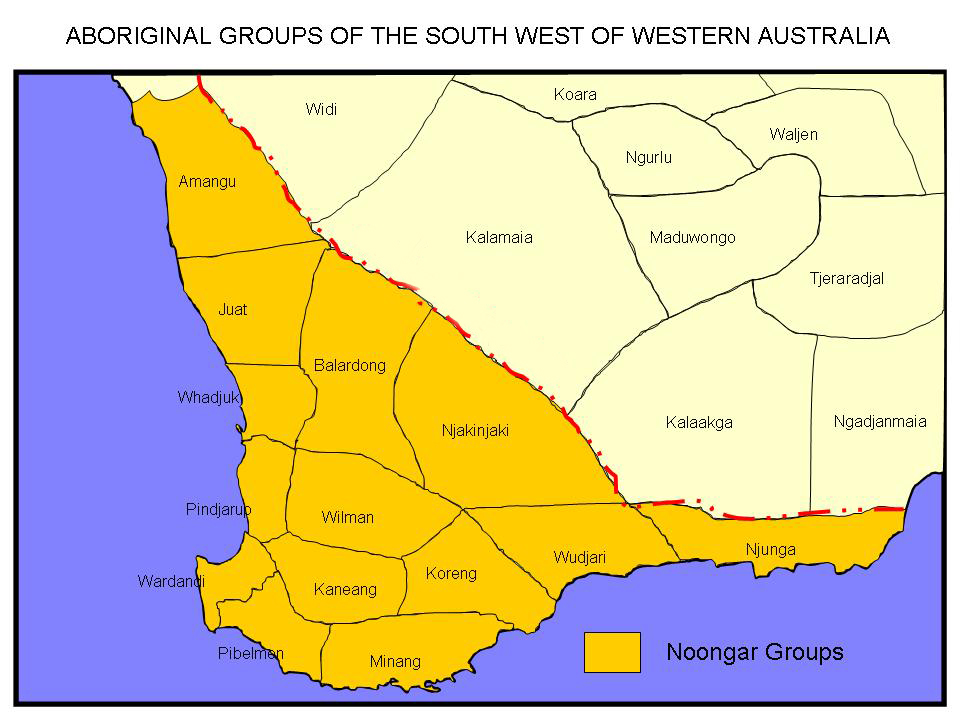
Territoire des tribus Noongar: Bibbulman (Pibelmen) et Menang (Minang) sont représentés sur la côte;
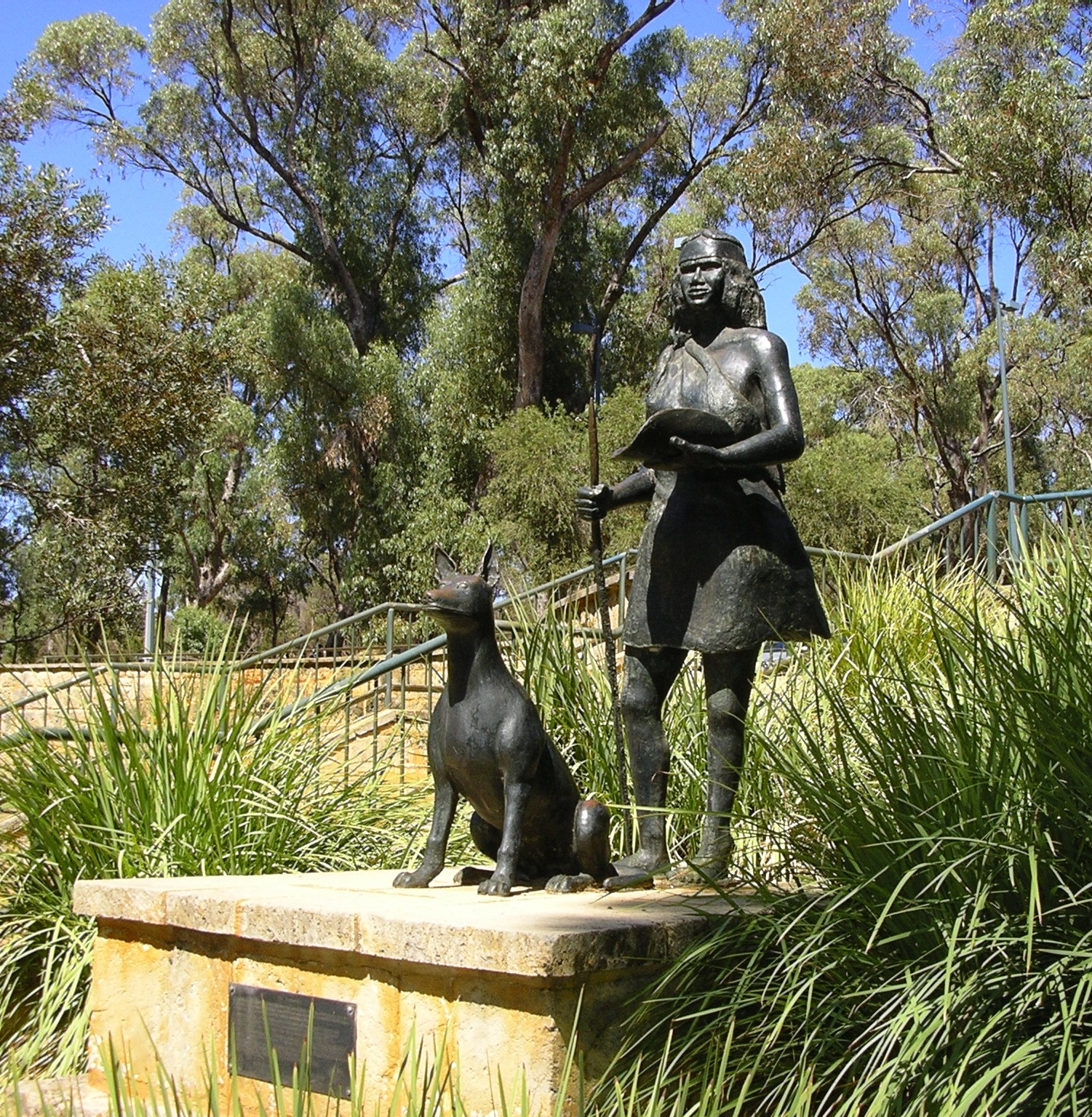
Sculpture d'une femme Bibbulman et de son chien (à Joondalup).

Les traces d'habitat humain remontent ici à ~4000 avant notre ère; le peuple Noongar (aborigène) y est officiellement reconnu comme le premier peuple résident.
Le territoire resta longtemps sans autre forme d'exploration humaine jusqu'à 1791, lorsque le roi de France Louis XVI mandate l'amiral Antoine Bruny d'Entrecasteaux d'une mission scientifique et de sauvetage, dans le but de retrouver La Pérouse et son équipage, échoués trois ans plus tôt à Vanikoro dans les Îles Salomon.
Des missions anglaises, puis la colonisation de toute l'Australie suivront au XIXe siècle.
Aujourd'hui, ce parc national (géré par l'état australien) est reconnu comme faisant partie du territoire traditionnel des tribus Bibbulman et Menang, sous-branche des Noongar.

## Description
Le parc national d'Entrecasteaux combine des plages de sable et de grandes étendues forestières dans un paysage sauvage le long du littoral sud.
Son territoire morcelé est compris entre l'autoroute South Western Highway n°1 et l'océan indien – en passant par le Point D'Entrecasteaux et le hameau Windy Harbour – pour une pénétration d'environ 50km dans les terres par endroits. Il s'étend sur 130 km de bande côtière, de Black Point à l'ouest à Long Point à l'est.
Autour de Black Point on observe des colonnes de basalte provenant d'une coulée de lave du Crétacé (-135 millions d'années).
Un site naturel notable est la dune Yeagarup, dune mobile de 10 kilomètres de long, à l'ouest du lac Jasper.
Le parc contient une grande variété de paysages, dont des plages, des dunes, des falaises côtières, des landes côtières et des poches de forêt de karri. Des rivières telles que la Warren, la Donnelly et la Shannon traversent le parc et se jettent dans les eaux océaniques.
D'importantes zones humides se trouvent dans l'enceinte du parc : notamment « Blackwater », le lac Jasper et le lac Yeagarup.
La lagune Broke Inlet se trouve dans les limites du parc à l'extrémité est ; c'est le seul bras de mer du Sud-Ouest qui n'a pas été modifié de manière significative dans la zone de captage. Les roches du socle, en gneiss, font saillie dans les eaux peu profondes pour former de petites îles dans ce bras de mer. Elle était autrefois utilisée comme aire de ski nautique, mais est à présent rendue totalement à la nature.

### Climat
La zone bénéficie d'un climat supra-méditerranéen d'après la classification de Köppen (étés relativement chauds et secs, hivers doux et humides).

### Galerie

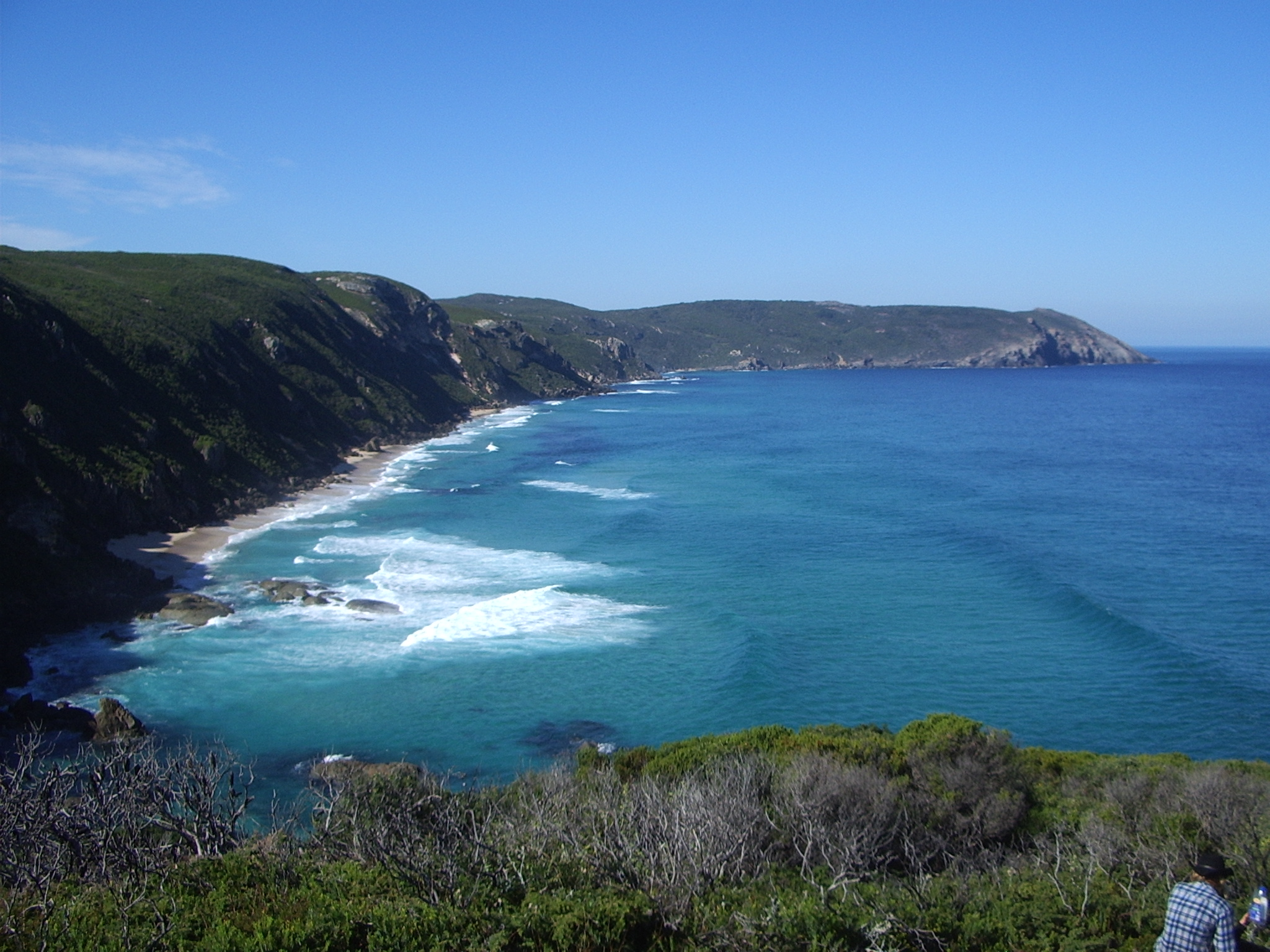
Paysage côtier du PN D'Entrecasteaux (2008);
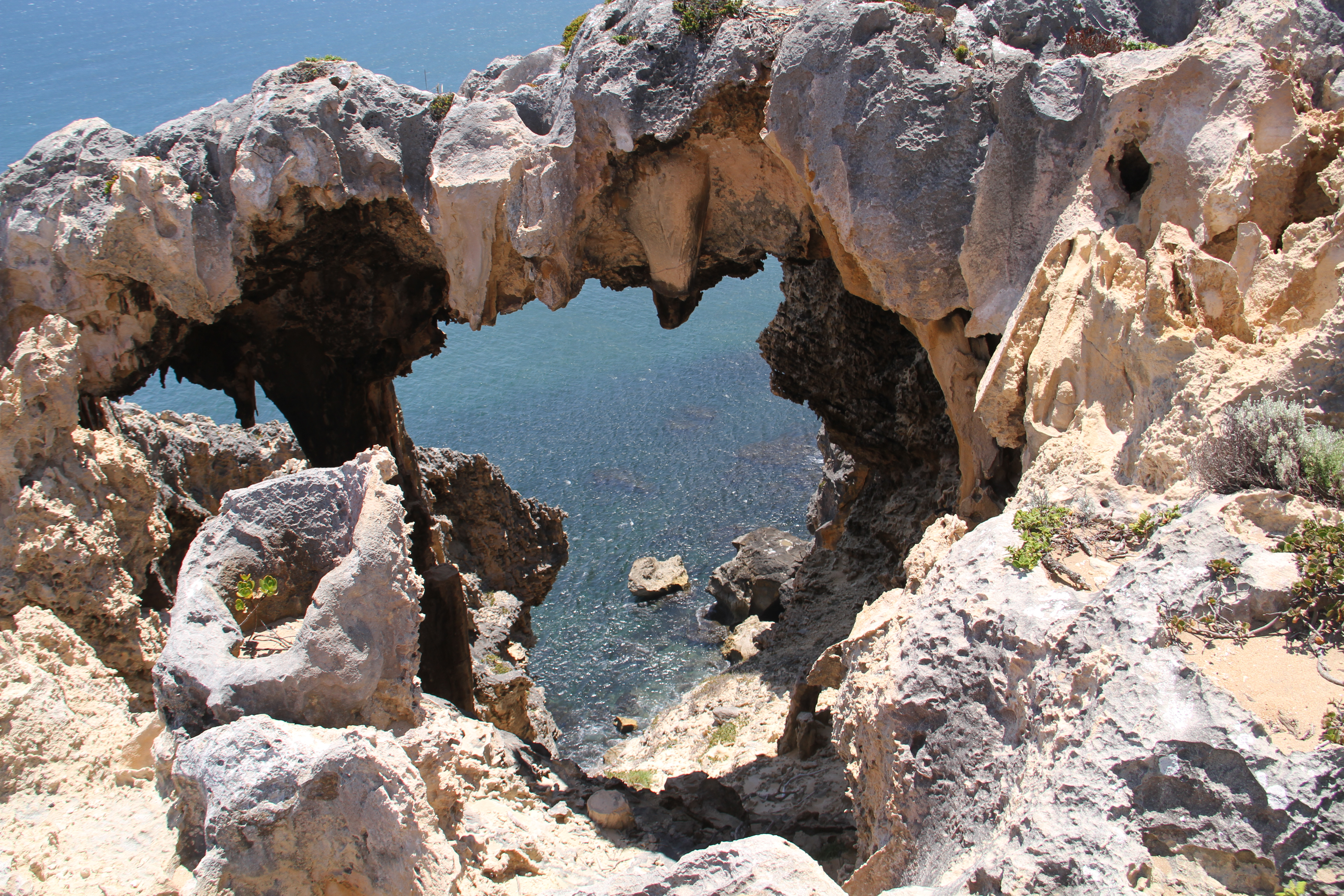
Arche calcaire à Point D'Entrecasteaux, non loin de Windy Harbour (décembre 2013);
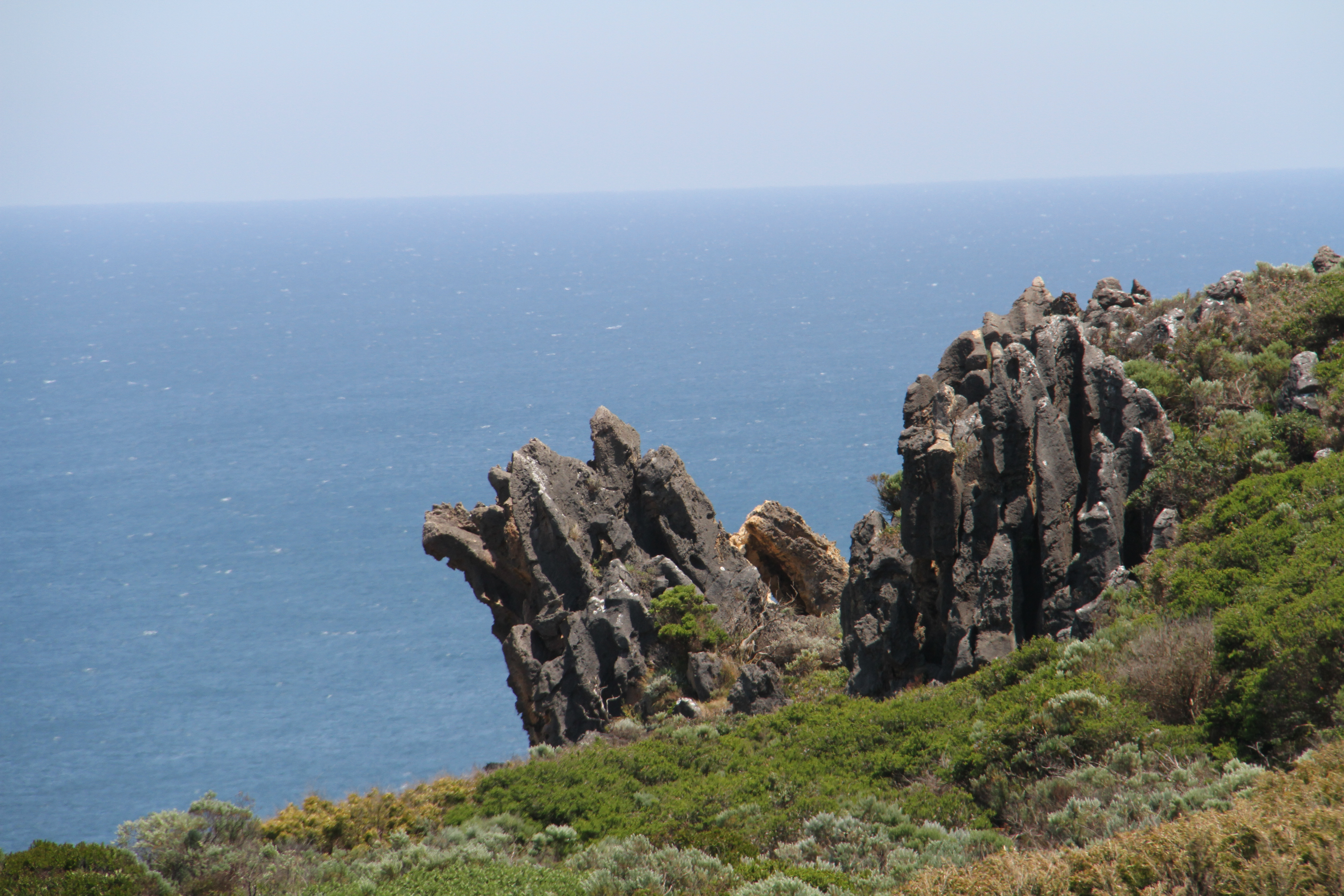
Orgues basaltiques sur la côte près de Windy Harbour (2013)
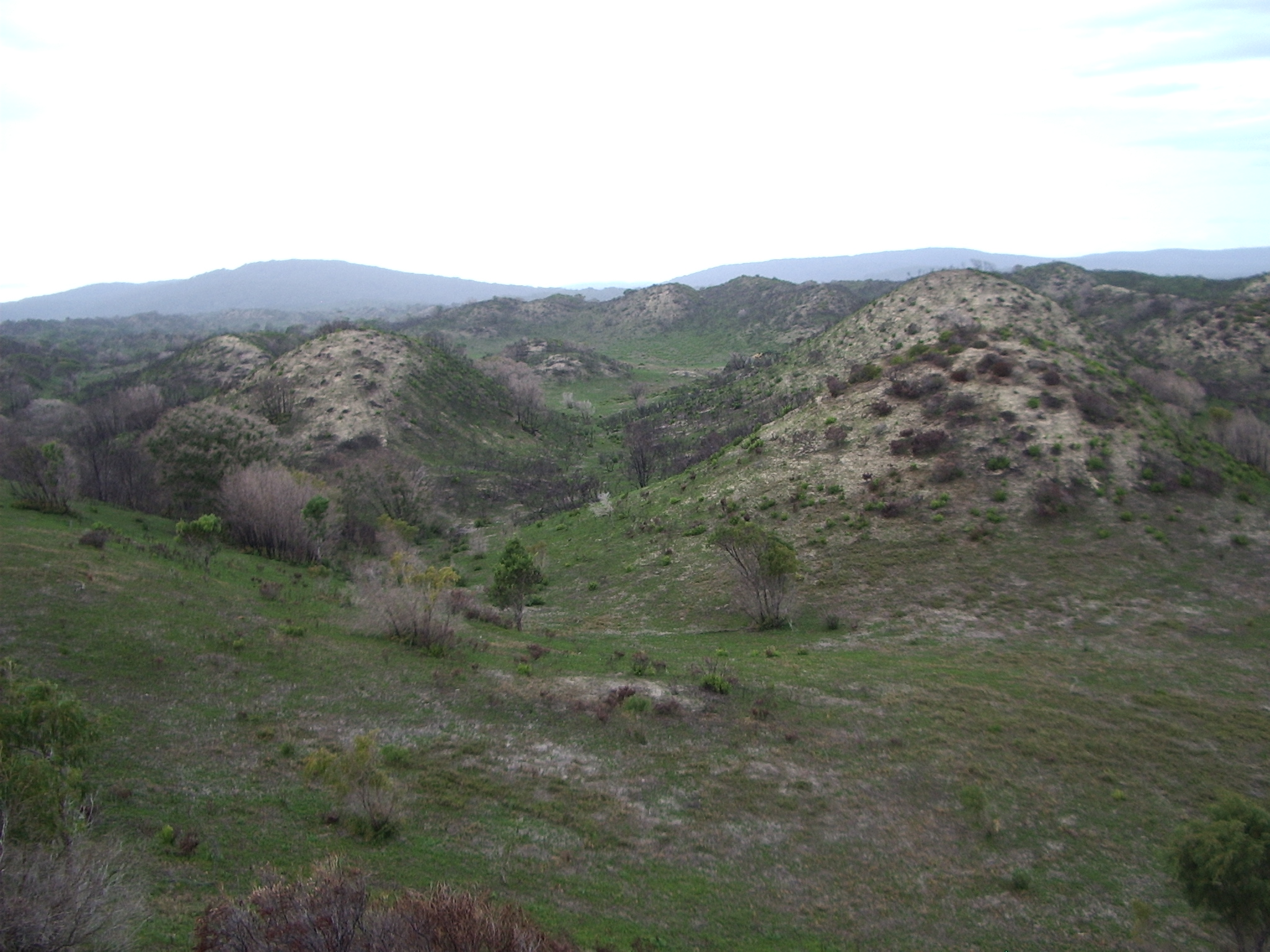
Dunes dans le PN D'Entrecasteaux (2007);
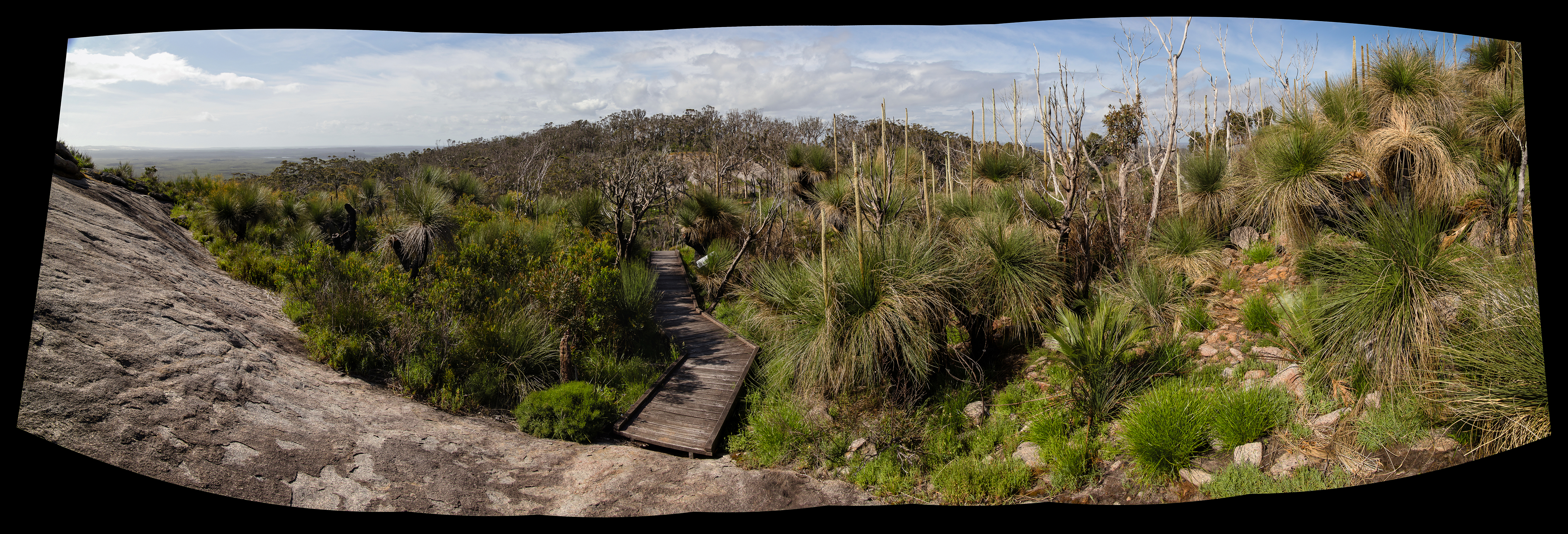
Sentier sur le Mont Chudalup (2015);
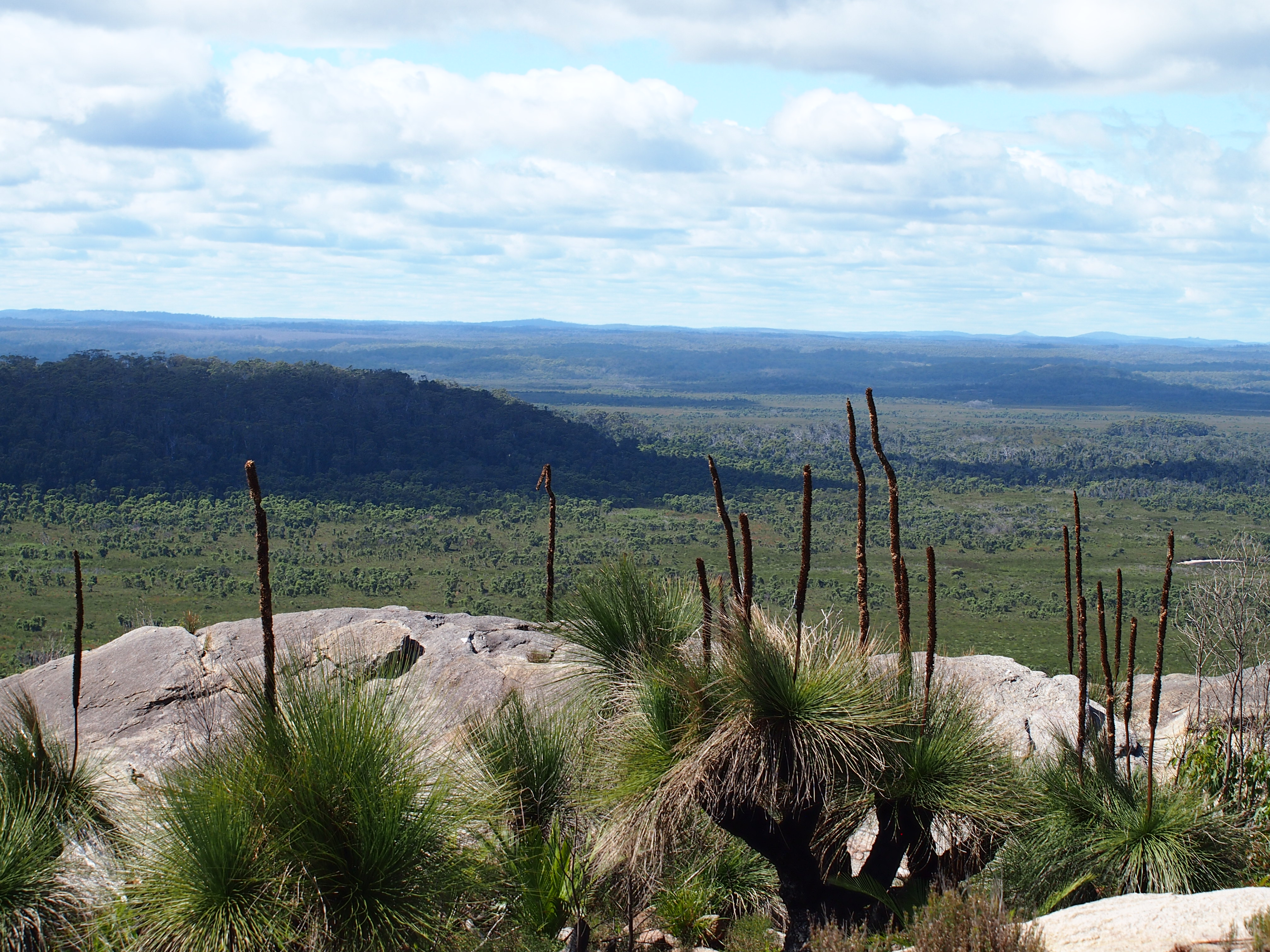
Vue depuis le Mont Chudalup (2016);
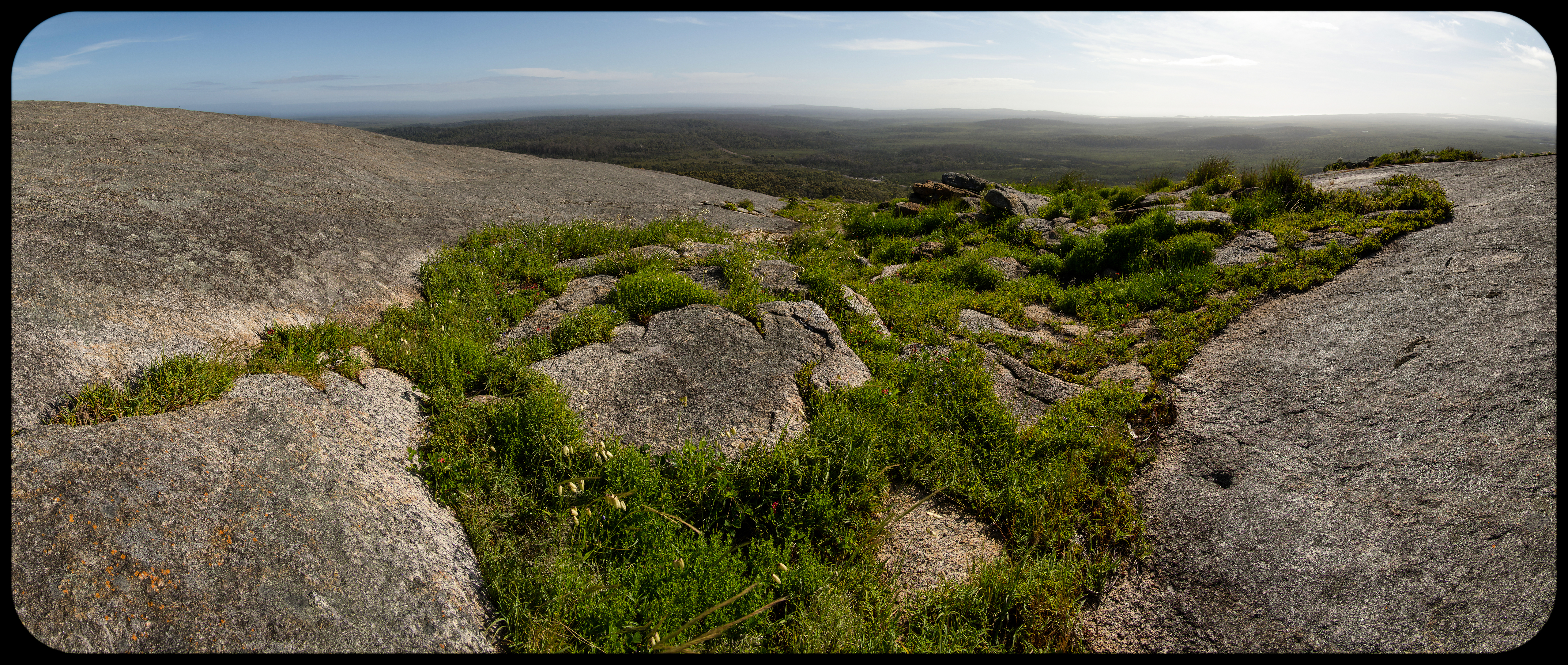
« Jardins suspendus » naturels, au sommet du Mont Chudalup (2015);
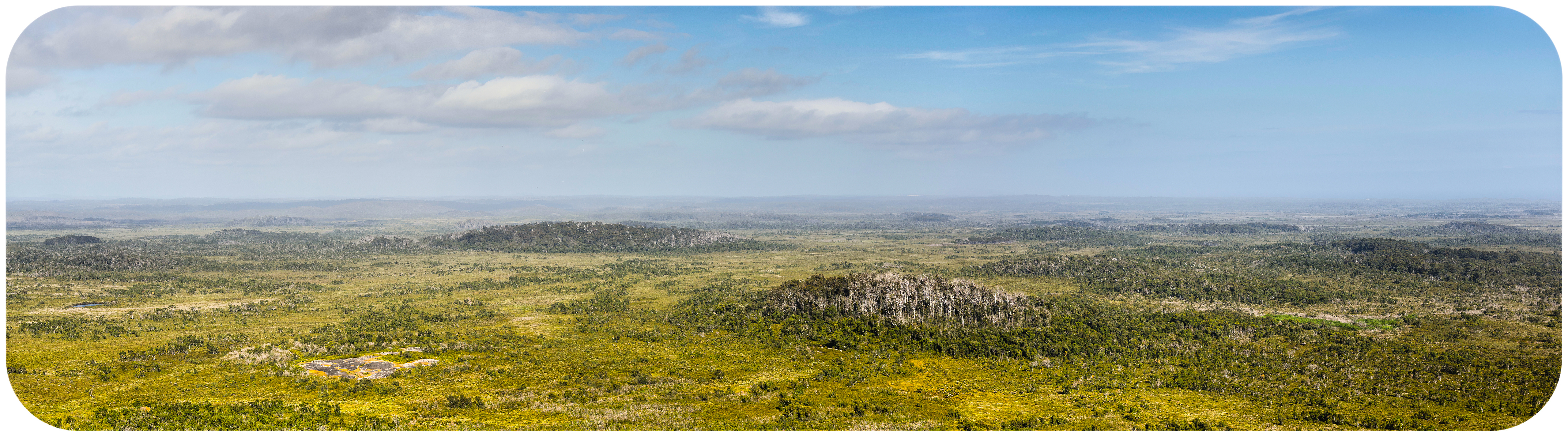
Vue depuis le Mont Chudalup (2015);
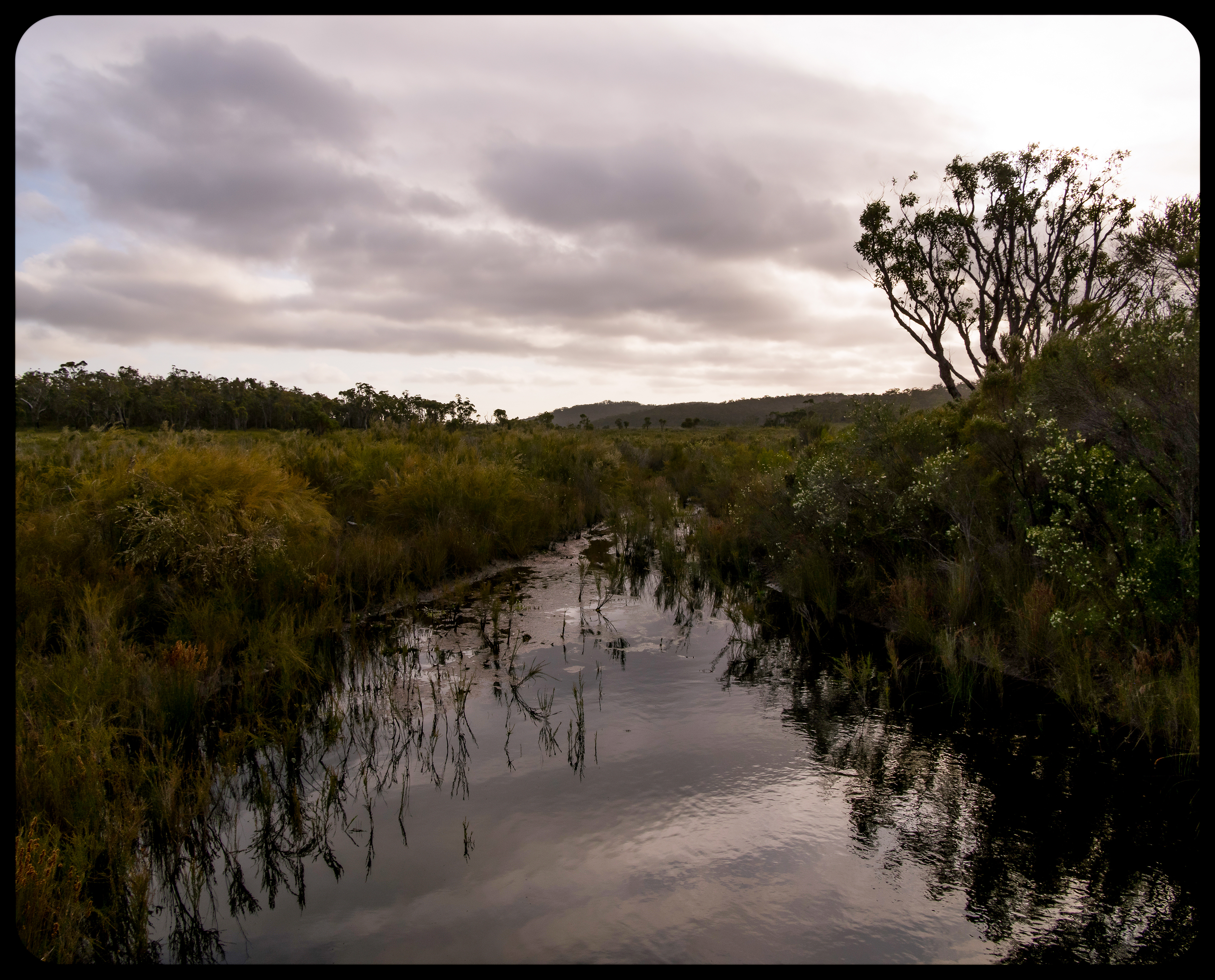
Paysage sur la route de Windy Harbour (2015);
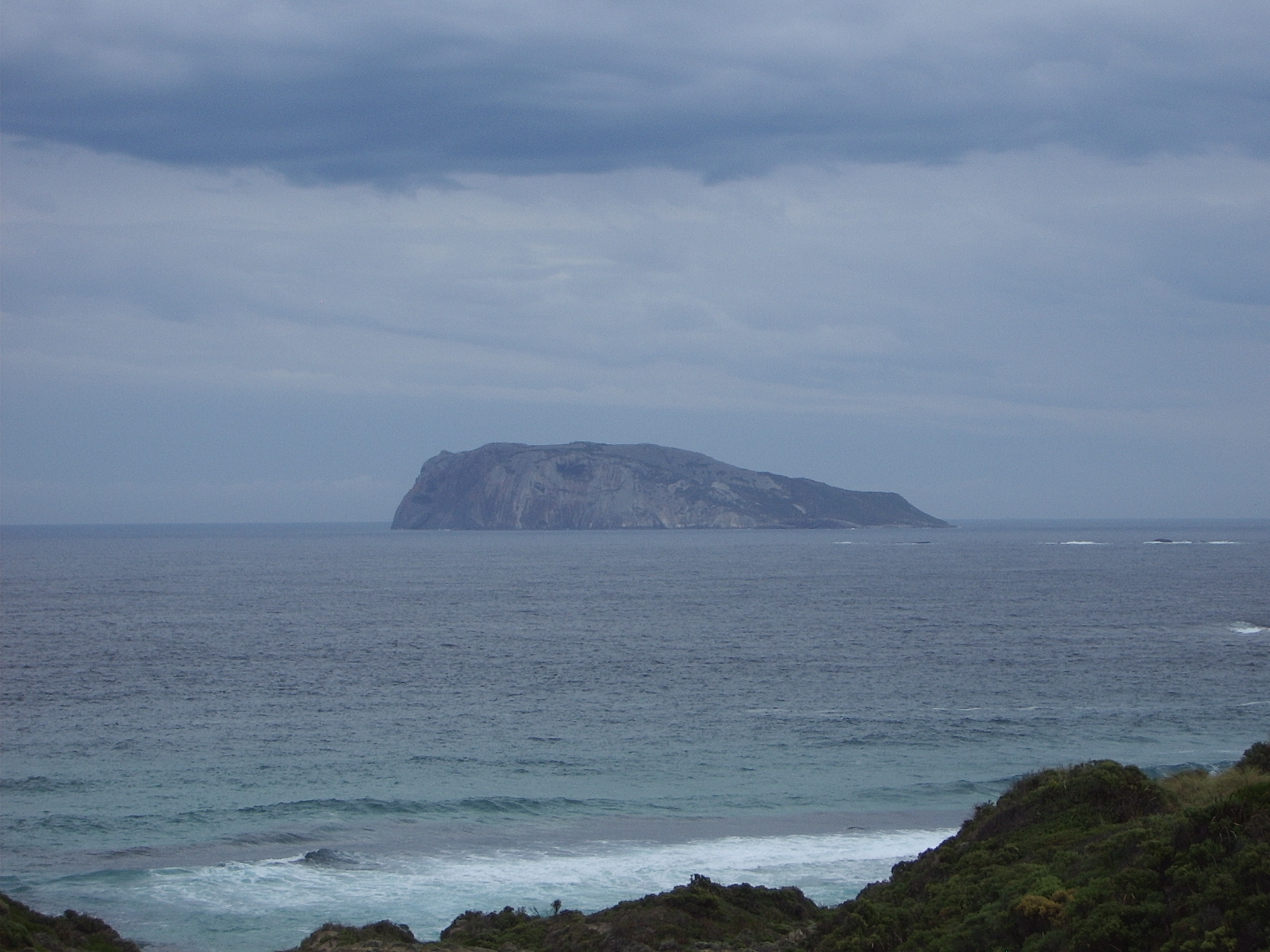
Chatham Island, vue de Long Point; même si l'île ne fait pas officiellement partie du parc national, sa proximité est importante pour l'observation d'oiseaux marins et d'actinoptérygiens dans le parc;
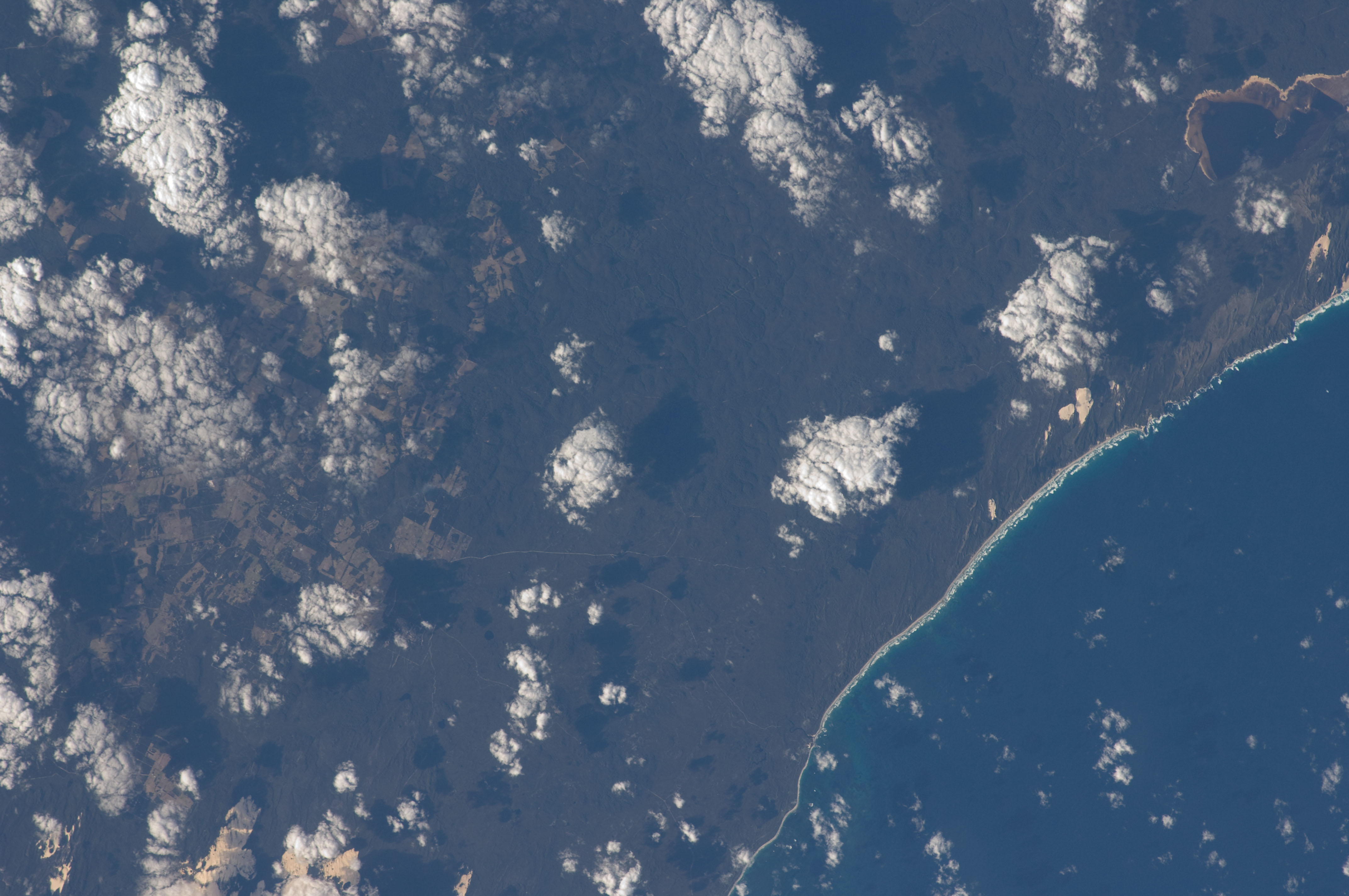
Vue de 350km d'altitude de la côte du PN d'Entrecasteaux, par la mission de la SSI ISS019 (2009).

## Flore
Dû à sa position côtière, le parc dispose d'une belle diversité florale, ainsi que paysagère:

### Arbres
Parmi les espèces endémiques, on note: Eucalyptus diversicolor (localement appelé karri), Eucalyptus jacksonii (dont les plus hauts mesurent jusqu'à 75m), Agonis flexuosa, Eucalyptus marginata (jusqu'à 40m), Corymbia ficifolia, Banksia grandis, Melaleuca cuticularis.

### Angiospermes

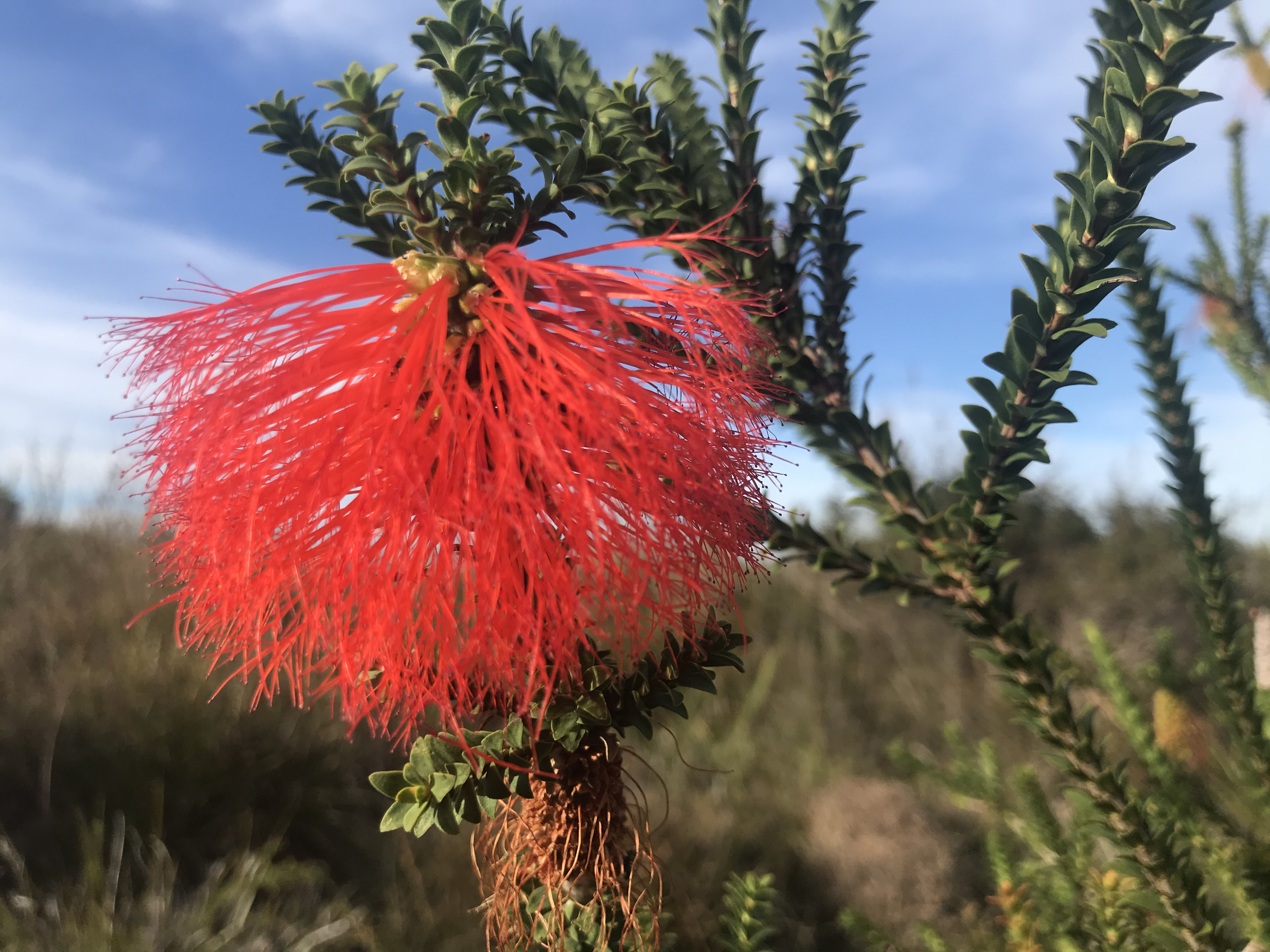
La myrtacée Beaufortia sparsa (2021)

Parmi les espèces locales, on notera: 
- des orchidées: Elythranthera brunonis et Elythranthera emarginata, Caladenia flava, Paracaleana nigrita (rare, milieux humides), Drakaea thynniphila (milieux sablonneux), Caladenia attingens (milieux granitiques humides)...
- des protéacées: Persoonia angustiflora (en milieu dunaire humide, sableux)...
- des goodéniacées: Scaevola calliptera...
- des éricacées: Andersonia caerulea, Lysinema ciliatum...
- des fabacées: Bossiaea aquifolium, Kennedia coccinea...
- des solanacées: Anthocercis viscosa (milieux sablonneux)...
- des xanthorrhoeaceae: Xanthorrhoea preissii...

### Mycètes

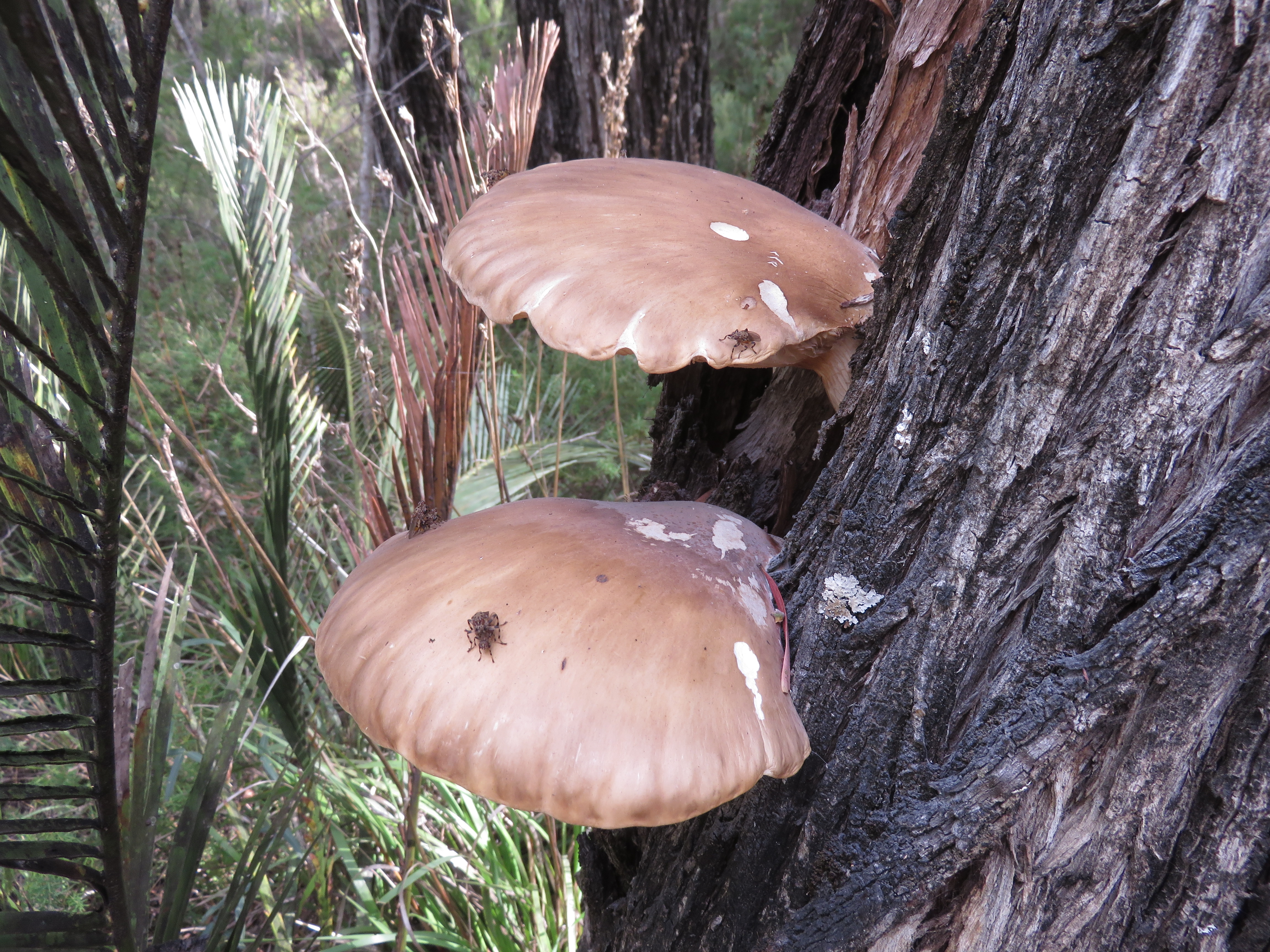
Le basidiomycète Pleurotus australis (2017)

Grâce à son environnement humide et quasi-méditerranéen, de nombreuses espèces de mycètes sont naturellement présentes dans le parc.

## Faune

### Oiseaux
Sandy Island, à Windy Harbour, fait partie du parc ; c'est un site de nidification important pour les oiseaux de mer, avec jusqu'à 300 000 couples reproducteurs de puffins cendrés, soit une proportion significative de la population mondiale de l'espèce.

### Reptiles

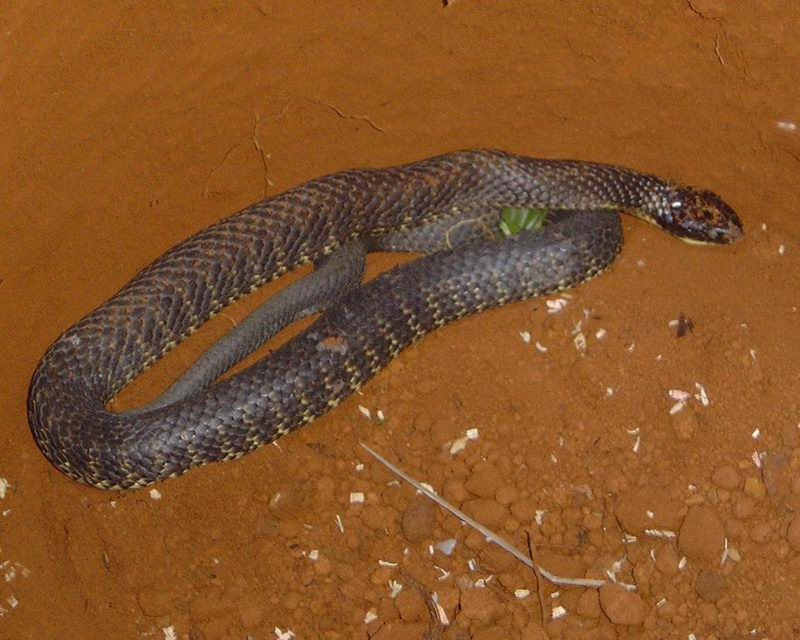
Serpent-tigre dans les environs de Pemberton. Reconnaissable par ses stries jaunâtres sur les côtes, il peut atteindre quasiment 3m de long et sa morsure est potentiellement mortelle pour l'homme;
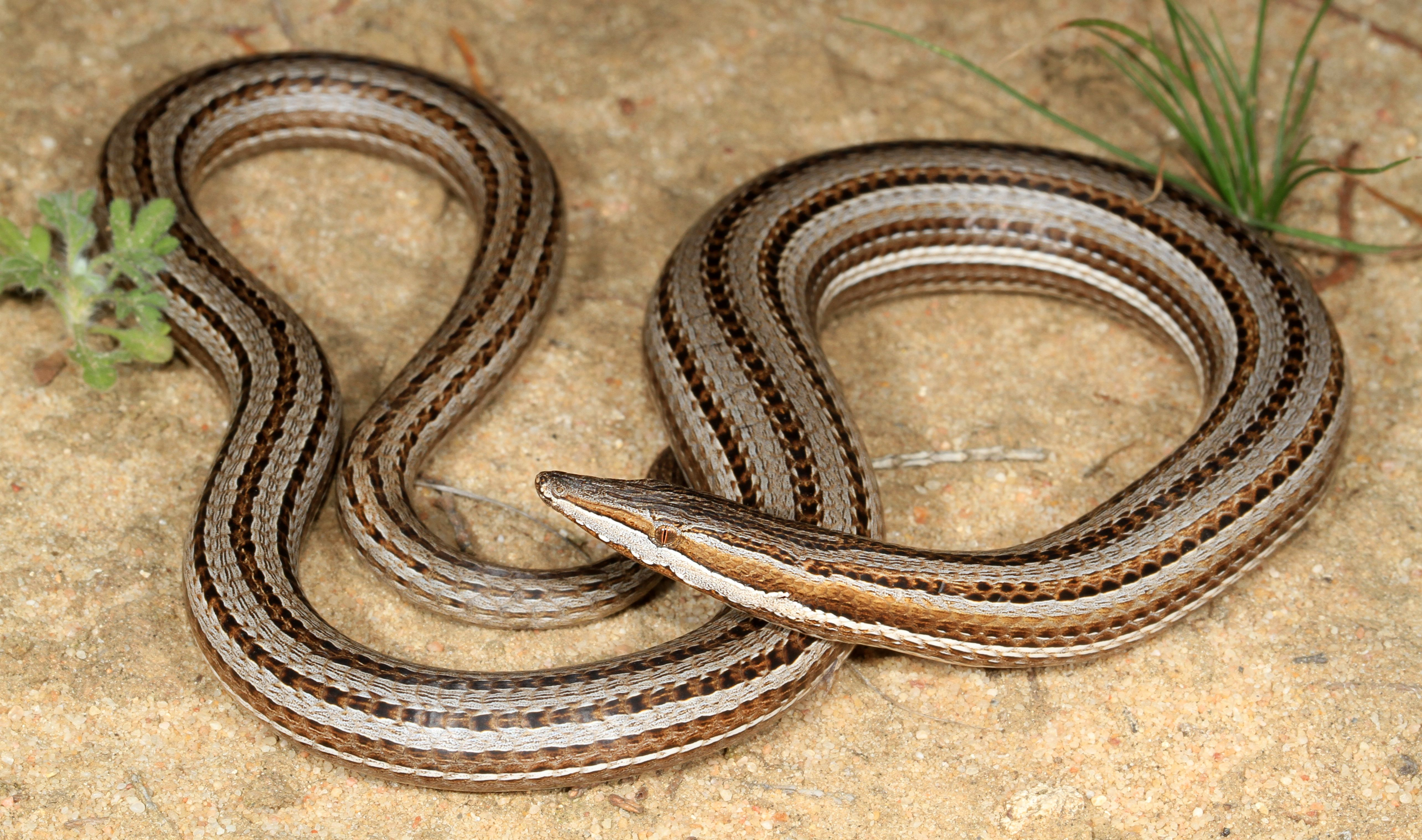
le lézard-serpent à nez pointu (Lialis burtonis) est un gecko;
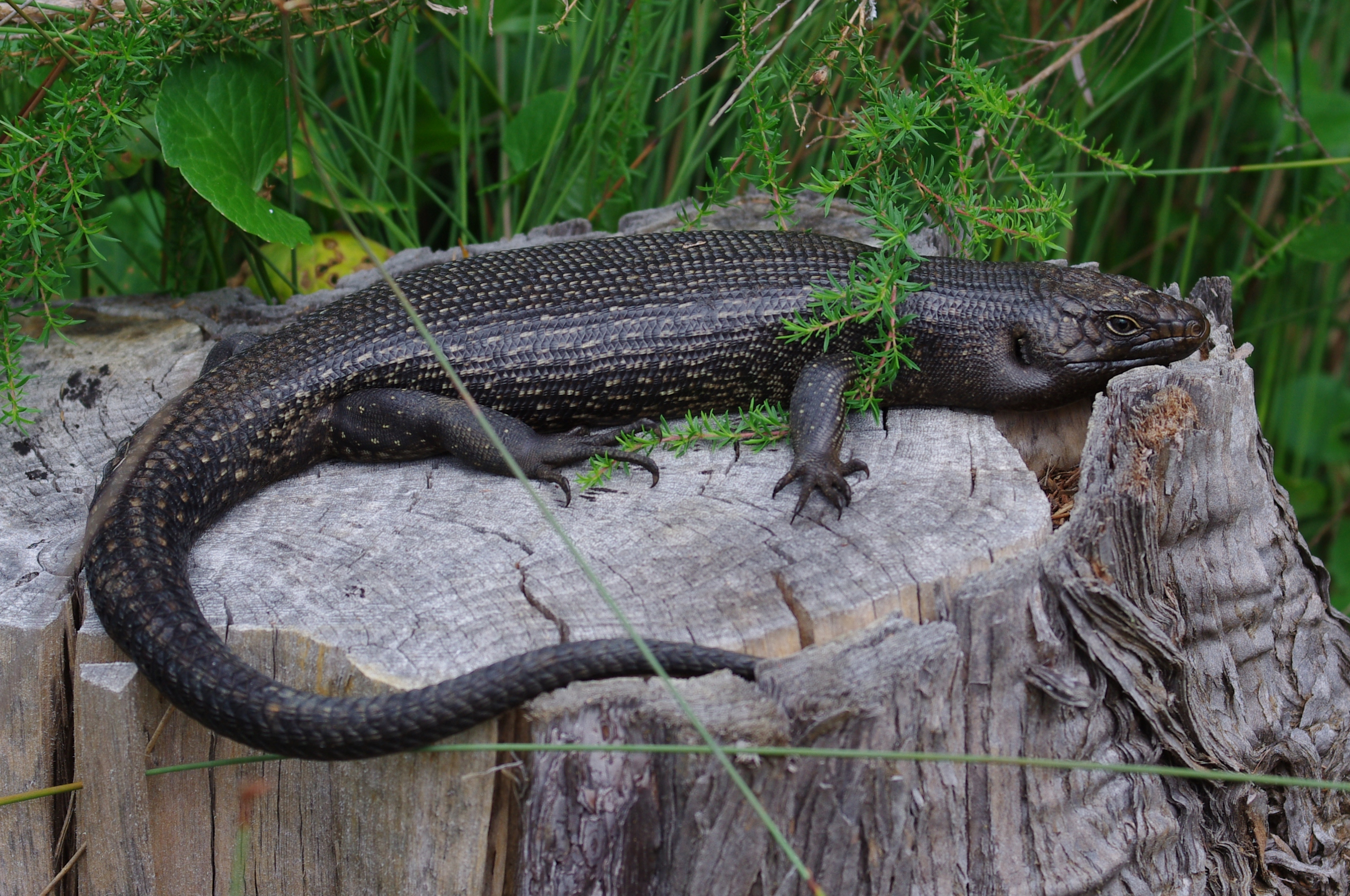
Egernia kingii, un lézard dont la taille est comparable à celle d'un iguane;
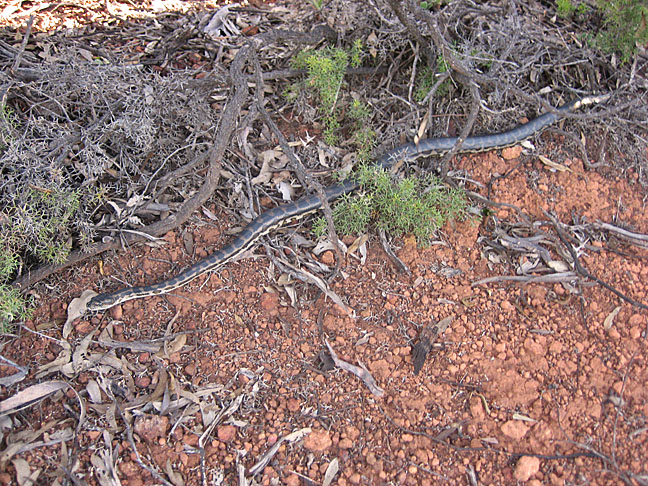
Morelia spilota imbricata est un python non venimeux, mais sa morsure peut facilement s'infecter: ne pas manipuler.

## Tourisme
Le parc est accessible toute l'année, cependant un droit d'entrée s'applique à tous les visiteurs.
Les installations mises à la disposition des visiteurs comprennent des barbecues, des toilettes, des pistes pour 4x4, des campings, des accès pour handicapés et des aires de pique-nique.
Le déplacement y est généralement possible à pied, en vélo, en voiture ou en 4X4; cependant, par mesure de sécurité, certains itinéraires sont réservés exclusivement aux 4X4.
Il est également possible de faire du canoë dans le parc, sur la Deep River. Des gardes forestiers patrouillent régulièrement dans la région.
La piste Bibbulmun traverse la zone du parc, dans sa section Northcliffe-Walpole.
Les plages du parc sont en majorité accessibles et aménagées, comme par exemple Salmon Beach – l'une des plus appréciées par les pêcheurs – ou encore Gardiner Beach et son fleuve côtier homonyme.

### Visiteurs
Au tournant du XXIe siècle, une enquête interrogea plus de 200 visiteurs afin de connaître leurs principaux points d'intérêt:
- plus de 80 % des visiteurs utilisent des véhicules à quatre roues motrices ;
- environ 55 % des visiteurs viennent de régions rurales de l'État (Manjimup, Pemberton, Northcliffe et Walpole) et 37 % de la région métropolitaine de Perth ;
- les visiteurs apprécient beaucoup les aspects des parcs tels qu'un environnement sauvage, le sentiment d'éloignement, les vues panoramiques et les possibilités de camping et de conduite en 4x4 ;
- les principales activités pratiquées sont la pêche, le camping, la conduite en 4x4, la marche dans le bush, le tourisme et la détente ;